# Torneio de Montreux de 1921
O Torneio de Montreux de 1921  foi a 1ª edição do Torneio de Montreux.

## Jogos
| Jogo | Equipa      | Result | Equipa       |
| ---- | ----------- | ------ | ------------ |
| 1º   | Montreux HC | 7-1    | Estugarda RC |
| 2º   | Montreux HC | 3-1    | Estugarda RC |
| 3º   | Montreux HC | 2-0    | Estugarda RC |
|      |             |        |              |
| Tot  | Montreux HC | 12-2   | Estugarda RC |

| Torneio Montreux 1922 |
| --------------------- |
| Suiça                 |
| MONTREUX HC 1º        |